# Neurigona americana
Neurigona americana är en tvåvingeart som beskrevs av Octave Parent 1934. Neurigona americana ingår i släktet Neurigona och familjen styltflugor.
Artens utbredningsområde är Costa Rica. Inga underarter finns listade i Catalogue of Life.